# Кокарев, Дмитрий Николаевич
Дмитрий Николаевич Кокарев (род. 18 февраля 1982, Пенза) — российский шахматист, гроссмейстер (2007).

## Биография
Шахматами занимается с 8 лет. Первыми тренерами в Пензенской ДЮСШ были Байбиков З. Х. и Воеков И. С. В 1999 году выиграл Первенство мира среди юношей до 18 лет в испанском городе Оропеса-дель-Мар. Международный мастер с 2000, международный гроссмейстер с 2007 года.
Окончил юридический факультет Пензенского Государственного университета в 2004 году.
Женат, двое детей: Софья (2014 г. р.) - чемпионка России и Европы по шахматам среди девочек до 8 лет, Владислав (2017 г. р.).

## Спортивные результаты
- Серебряный призёр чемпионата Европы среди юношей (1996)
- Победитель юношеских Олимпийских игр (1998)
- Чемпион России среди юношей (1999)
- Чемпион мира среди юношей (1999)
- Победитель открытого первенства Южного Федерального округа (2003)
- Победитель этапа Кубка России в Казани (2009)
- Победитель этапа Кубка России в Томске (2009)
- Победитель Международного турнира в Мумбаи (Индия, 2010)
- Победитель этапа Кубка России в Воронеже (2011)
- Победитель этапа Кубка России в Суздале (2011)
- Победитель этапа Кубка России в Ижевске (2011)
- Победитель этапа Кубка России в Томске (2011)
- Победитель этапа Кубка России в Таганроге (2013).
- Чемпион Приволжского Федерального округа в Тольятти (2014)
- Победитель шахматного турнира «Мемориал Р. Г. Нежметдинова» в Казани в рамках этапа Кубка России (2014)
- Серебряный призёр финала Кубка России по шахматам (2015)[1].

## Изменения рейтинга
| Графики недоступны из-за технических проблем. См. информацию на Фабрикаторе и на mediawiki.org. |